# Adam Goltz
Adam Goltz (ur. 12 października 1817 w Sieniawie, zm. 21 czerwca 1888 w Warszawie) – polski działacz gospodarczy i społeczny, publicysta, polityk, ziemianin.

## Życiorys
Adam Goltz urodził się dnia 12 października 1817 w Sieniawie w rodzinie Jana i Katarzyny z Czempińskich. Jego ojciec był nadwornym lekarzem rodziny Czartoryskich w Puławach i właścicielem dóbr Puczyce.
Studiował filozofię w Berlinie i w Paryżu. Był współzałożycielem w 1842 i publicystą „Roczników Gospodarstwa Krajowego”. Współpracował z Andrzejem Zamoyskim i uczestniczył w zjazdach klemensowskich (1842–1847).
W latach 1846–53 był sędzią pokoju w powiecie krakowskim. Od 1854 był radcą Komitetu Towarzystwa Kredytowego w guberni lubelskiej. 
Adam Goltz był wśród współzałożycieli Towarzystwa Rolniczego i należał do kierownictwa stronnictwa białych. 
W latach 1862–67 był członkiem Rady Wychowania Publicznego przy Komisji Rządowej Wyznań Religijnych i Oświecenia Publicznego. 
Publikował swoje teksty w „Kółku Domowym” oraz po powstaniu „Kroniki Rodzinnej” A.Borkowskiej przeniósł się razem z jej braćmi Stanisławem i Władysławem do nowej gazety. 
Wydał oddzielnie: 
- O wiejskich ochronkach, Warszawa, 1860
- Rady gospodarskie dla wieśniaków ziemi naszej, Warszawa, 1862
- O położeniu obecnem właścicieli ziemskich, Warszawa, 1862

Zmarł dnia 21 czerwca 1888 w Warszawie i został pochowany na Starych Powązkach (kwatera 6-6-19).